# ژان ژیرو (کارگردان)
ژان ژیرو (فرانسوی: Jean Girault‎؛ ۹ مهٔ ۱۹۲۴ – ۲۴ ژوئیهٔ ۱۹۸۲) کارگردان فیلم، و فیلم‌نامه‌نویس اهل فرانسه بود.
از فیلم‌هایی که وی در آنها نقش داشته‌است، می‌توان به خسیس و سوپ کلم اشاره کرد.